# Neuilly-Saint-Front

Neuilly-Saint-Front este o comună în departamentul Aisne din nordul Franței. În 1 ianuarie 2022 avea o populație de 1.980 de locuitori.